# Sens du pays
Le Sens du pays est une assemblée publique de la principauté de Liège instituée par la Paix de Fexhe en 1316. Le Sens du pays est composé du prince-évêque et de membres des trois états (clergé, noblesse et bourgeoisie). La mission première de cette assemblée était d'interpréter le droit coutumier et, le cas échéant, d'amender les lois. L'expression Sens du pays apparaît en 1264 dans le cadre de différends d'ordre privé.

## Historique
La Paix de Fexhe impose que la loi du pays ne peut être modifiée que par le Sens du pays. 

« Le Sens du pays est formé de l'accord de l'autorité du prince et des volontés unanimes des trois membres des Etats, dont le prince était chef : l'Etat primaire composé du Chapitre de Saint-Lambert, l'Etat noble et l'Etat tiers composé de toutes les villes du pays de Liège et du comté de Looz. »

— Paul Bruyère, Aux sources du droit public liégeois (XIIe – XVIIIe siècles)
Le système des Trois États perdura jusqu'au 7 décembre 1792, lorsqu'il fut remplacé, en pleine Révolution liégeoise, par une assemblée unique : la Convention nationale liégeoise (élue au suffrage universel direct).

## Composition
Le Sens du pays est composé des trois Etats : l'Etat primaire ou le clergé, l'Etat secondaire ou l'Etat noble et le Tiers Etat.
Le clergé est représenté par le chapitre cathédral de Saint-Lambert dont les membres sont généralement issus de la noblesses et lignages locaux.
Pour être membre de l'Etat secondaire ou l'Etat noble, il suffisait de posséder un fief mais des conditions d'admission de plus en plus stricte furent imposées et réduisent considérablement le nombre de représentants.
Les Bonnes villes envoyaient des représentants au Tiers Etats.

## Décisions
La coutume voulait que les Etats se réunissent au moins deux fois par an pendant dix jours, ces sessions étaient appelées Journées d'Etat.
Chaque ordre votait séparément à la majorité. Les décisions des trois Etats étaient prises à la majorité, plus tard, c'est l'unanimité qui devient la règle. L'expression « Un État, deux États, point d'État ; trois États, un État » devint une sorte de principe constitutionnel. Ces résolutions étaient appelées recès.